# Chaetonotus vorax
Chaetonotus vorax är en djurart som tillhör fylumet bukhårsdjur, och som beskrevs av Adolf Remane 1935. Chaetonotus vorax ingår i släktet Chaetonotus och familjen Chaetonotidae. Inga underarter finns listade i Catalogue of Life.